# KBasic
KBasic (2000 bis 2010, ab 2011 unter anderem unter dem Bezeichner Basic für Qt) war eine Programmierumgebung für Rapid Application Development in der Programmiersprache BASIC. Es ermöglicht das Erzeugen von 32-Bit-Software für die Betriebssysteme Windows, Linux und Mac, so dass in KBasic geschriebene Programme plattformübergreifend nutzbar sind. KBasic war auf Deutsch und Englisch erhältlich, wobei die Linux-Version kostenlos unter der GPL v3 veröffentlicht wurde. Die Versionen für Windows und mac OS waren gegen eine geringe Gebühr beim Autor erhältlich.
Auch wenn die Einstellung des Projektes nicht offiziell erklärt wurde, ergibt sie sich aus verschiedenen Tatsachen. Seit 2012 ist keine neue Version mehr erschienen, die Software wurde somit nicht mehr an Qt 5 und Qt 6 angepasst. Im März 2014 hat der Autor Ressourcen wie das Wiki und das Forum abgeschaltet und durch HTML-Kopien der Inhalte ersetzt. Dadurch sind die Informationen größtenteils noch zugänglich, es können aber keine Fragen mehr gestellt oder Inhalte aktualisiert werden. Ferner hat der Autor sich seither anderen Projekten gewidmet.

## Geschichte
Bernd Noetscher begann mit der Entwicklung von KBasic im Jahr 2000. 2003 wurde die KBasic Software mit Sitz in Frankfurt am Main gegründet. Das Unternehmen besitzt das Urheberrecht und verkauft KBasic Professional.
KBasic V2 wird seit 2011 zwischenzeitlich unter dem Bezeichner „Q7Basic“, zudem kurz „Q7B“ und später unter anderem auch unter dem Bezeichner „Basic für Qt“ (und zudem englisch unter Basic For Qt) weiterentwickelt. Es nutzt Qt als Grundlage sowie Entwicklungsumgebung und unterstützt VB.NET.

## Eigenschaften
KBasic nutzt Qt 4 und kann daher auf verschiedenen Plattformen eingesetzt werden. KBasic ist dual lizenziert. Die GPL Version 3 ermöglicht das Erstellen von quelloffener Linux-Software. Für die kommerzielle Windows-Nutzung muss eine unfreie Version mit Qt-Lizenz für 25 Euro erworben werden. KBasic ist kompatibel zu Visual Basic und QBasic.
Die Umgebung unterstützt VB.NET-Syntax, sowie funktionale und objektorientierte Programmierung. Mit Hilfe so genannter Wizards können in KBasic vorgefertigte Konstrukte für Sprachelemente ausgewählt werden, beispielsweise für Verzweigungen und Schleifen. Neben einem Debugger, der das schrittweise Ausführen von Programmen sowie das Auslesen der Variablenwerte erlaubt, gibt es in KBasic für die objektorientierte Programmierung einen Klassenbrowser, mit dem die Navigation im Quelltext erleichtert wird. Des Weiteren ermöglicht KBasic die Bearbeitung von mehreren Quelldateien gleichzeitig.